# Pijnacker-Nootdorp
Pijnacker-Nootdorp é um município dos Países Baixos, situado na província da Holanda do Sul. Tem 38,62 km² de área e sua população em 2020 foi estimada em 55.360 habitantes.